# Resultados do Carnaval do Rio de Janeiro em 1936
Nesta página estão listados os resultados dos concursos de escolas de samba, ranchos carnavalescos e sociedades carnavalescas do carnaval do Rio de Janeiro do ano de 1936. Os desfiles foram realizados entre os dias 23 e 25 de fevereiro de 1936.
A Unidos da Tijuca conquistou seu primeiro título de campeã do carnaval carioca. A escola se apresentou com enredo "Sonhos Delirantes". O regulamento do ano determinou que as primeiras colocações seriam decididas através do desempenho das agremiações em cada quesito. Tijuca foi a campeã por apresentar a melhor harmonia. A Estação Primeira de Mangueira ficou com o vice-campeonato por obter a maior pontuação no quesito samba. A escola se apresentou com o samba, "Não Quero Mais", de Cartola, Carlos Cachaça e Zé com Fome. Campeã do ano anterior, a Portela obteve a terceira colocação pelas boas notas conquistadas por sua bateria, comandada por Mestre Betinho.
Recreio das Flores foi o campeão dos ranchos. Clube dos Democráticos conquistou o título do concurso das grandes sociedades.

## Escolas de samba
O desfile das escolas de samba do Rio de Janeiro de 1936 foi realizado no domingo, dia 23 de fevereiro do mesmo ano, na Praça Onze. As apresentações tiveram início às 21 horas, e ocorreram por ordem de chegada de cada escola. O evento foi organizado pelo Jornal A Nação e pela União das Escolas de Samba (UES). As agremiações receberam quarenta conto de réis para dividirem entre si. Cada escola apresentou dois sambas: o primeiro, da entrada até o coreto da comissão julgadora; e o segundo, durante o restante do cortejo.

### Quesitos e julgadores
| As escolas foram avaliadas em cinco quesitos: 1. Bandeira 2. Bateria 3. Enredo 4. Harmonia 5. Samba | A comissão julgadora foi formada por: - Antônio Borges da Cunha - Darcy Adesi - Júlio Matos Soares - Manoel Ferreira |

### Classificação
O regulamento do ano determinou que as primeiras colocações seriam decididas através do desempenho das agremiações em cada quesito.
- 1.º lugar para a melhor harmonia
- 2.º lugar para o melhor samba
- 3.º lugar para a melhor bateria
- 4.º lugar para a melhor bandeira
- 5.º lugar para o melhor enredo

Unidos da Tijuca foi a campeã, conquistando seu primeiro título no carnaval carioca. A escola se apresentou com o enredo "Sonhos Delirantes" e obteve a maior pontuação no quesito Harmonia. Assim como no ano anterior, a Estação Primeira de Mangueira ficou com o vice-campeonato. O samba apresentado pela escola, "Não Quero Mais", de Cartola, Carlos Cachaça e Zé com Fome, foi o mais bem avaliado pelo júri. Campeã do ano anterior, a Portela ficou com o terceiro lugar pelas boas notas conquistadas por sua bateria, comandada por Mestre Betinho.
| Legenda: Campeã * Sem informação disponível |

| Col. | Escola                        | Enredo                              | Carnavalesco(a)      | Pontos | Categoria       | Premiação    |
| ---- | ----------------------------- | ----------------------------------- | -------------------- | ------ | --------------- | ------------ |
| 1    | Unidos da Tijuca              | Sonhos Delirantes                   | *                    | 39     | Melhor harmonia | 800 mil-réis |
| 2    | Estação Primeira de Mangueira | *                                   | Diretoria da escola  | 38     | Melhor samba    | 500 mil-réis |
| 3    | Portela                       | *                                   | Lino Manuel dos Reis | 37     | Melhor bateria  | 300 mil-réis |
| 4    | Depois Eu Digo                | *                                   | *                    | 36     | Melhor bandeira | 200 mil-réis |
| 5    | Deixa Malhar                  | *                                   | *                    | 35     | Melhor enredo   | 100 mil-réis |
| 6    | Vizinha Faladeira             | Ascensão do Samba na Alta Sociedade | *                    | 34     | -               | -            |
| 7    | União Barão da Gamboa         | *                                   | *                    | 33     | -               | -            |
| 8    | Fiquei Firme                  | *                                   | *                    | 31     | -               | -            |
| 9    | Última Hora                   | *                                   | *                    | 24     | -               | -            |
| 10   | Azul e Branco do Salgueiro    | *                                   | *                    | 23     | -               | -            |
| 11   | Lira do Amor                  | *                                   | *                    | 22     | -               | -            |

## Ranchos carnavalescos
| Ordem dos desfiles                                                                                           |
| 1. Decididos de Quintino 2. Rouxinol de Bangu 3. Teimosos de Santa Cruz 4. Última Hora 5. Recreio das Flores |

### Julgadores
A comissão julgadora foi formada por Armando Martins Viana, José Loureiro, Armando Magalhães Correia, e Abadie Faria Rosa.

### Classificação
A apuração do resultado foi realizada na quarta-feira, dia 26 de fevereiro de 1936, na sede do Jornal do Brasil. Recreio das Flores foi o campeão.
| Col. | Rancho                | Enredo                        | Premiação |
| ---- | --------------------- | ----------------------------- | --------- |
| 1    | Recreio das Flores    | A Sereia de Nilo              | 5:000$000 |
| 2    | Última Hora           | Cleopatra                     | 3:000$000 |
| 3    | Decididos de Quintino | Homenagem a Glória à Imprensa | 1:000$000 |
| 4    | Rouxinol de Bangu     | Ali-Babá e os 40 Ladrões      | 1:000$000 |

## Sociedades carnavalescas

### Quesitos e julgadores
Quatro julgadores avaliaram as sociedades em dez quesitos, com notas de zero a dez.
| Quesitos | Quesitos    | Julgador 1      | Julgador 2       | Julgador 3      | Julgador 4        |
| -------- | ----------- | --------------- | ---------------- | --------------- | ----------------- |
|          | Cenografia  | Modestino Kanto | Euclydes Fonseca | Manoel Santiago | Armando Magalhães |
|          | Escultura   | Modestino Kanto | Euclydes Fonseca | Manoel Santiago | Armando Magalhães |
|          | Alegoria    | Modestino Kanto | Euclydes Fonseca | Manoel Santiago | Armando Magalhães |
|          | Críticas    | Modestino Kanto | Euclydes Fonseca | Manoel Santiago | Armando Magalhães |
|          | Arte        | Modestino Kanto | Euclydes Fonseca | Manoel Santiago | Armando Magalhães |
|          | Composição  | Modestino Kanto | Euclydes Fonseca | Manoel Santiago | Armando Magalhães |
|          | Conjunto    | Modestino Kanto | Euclydes Fonseca | Manoel Santiago | Armando Magalhães |
|          | Iluminação  | Modestino Kanto | Euclydes Fonseca | Manoel Santiago | Armando Magalhães |
|          | Concepção   | Modestino Kanto | Euclydes Fonseca | Manoel Santiago | Armando Magalhães |
|          | Idumentaria | Modestino Kanto | Euclydes Fonseca | Manoel Santiago | Armando Magalhães |

### Classificação
Clube dos Democráticos foi o campeão.
| Col. | Sociedade              | Pontos |
| ---- | ---------------------- | ------ |
| 1    | Clube dos Democráticos | 385    |
| 2    | Tenentes do Diabo      | 238    |
| 3    | Congresso dos Fenianos | 196    |
| 4    | Clube dos Fenianos     | 182    |
| 5    | Pierrôs da Caverna     | 161    |